# Hotel Thermal

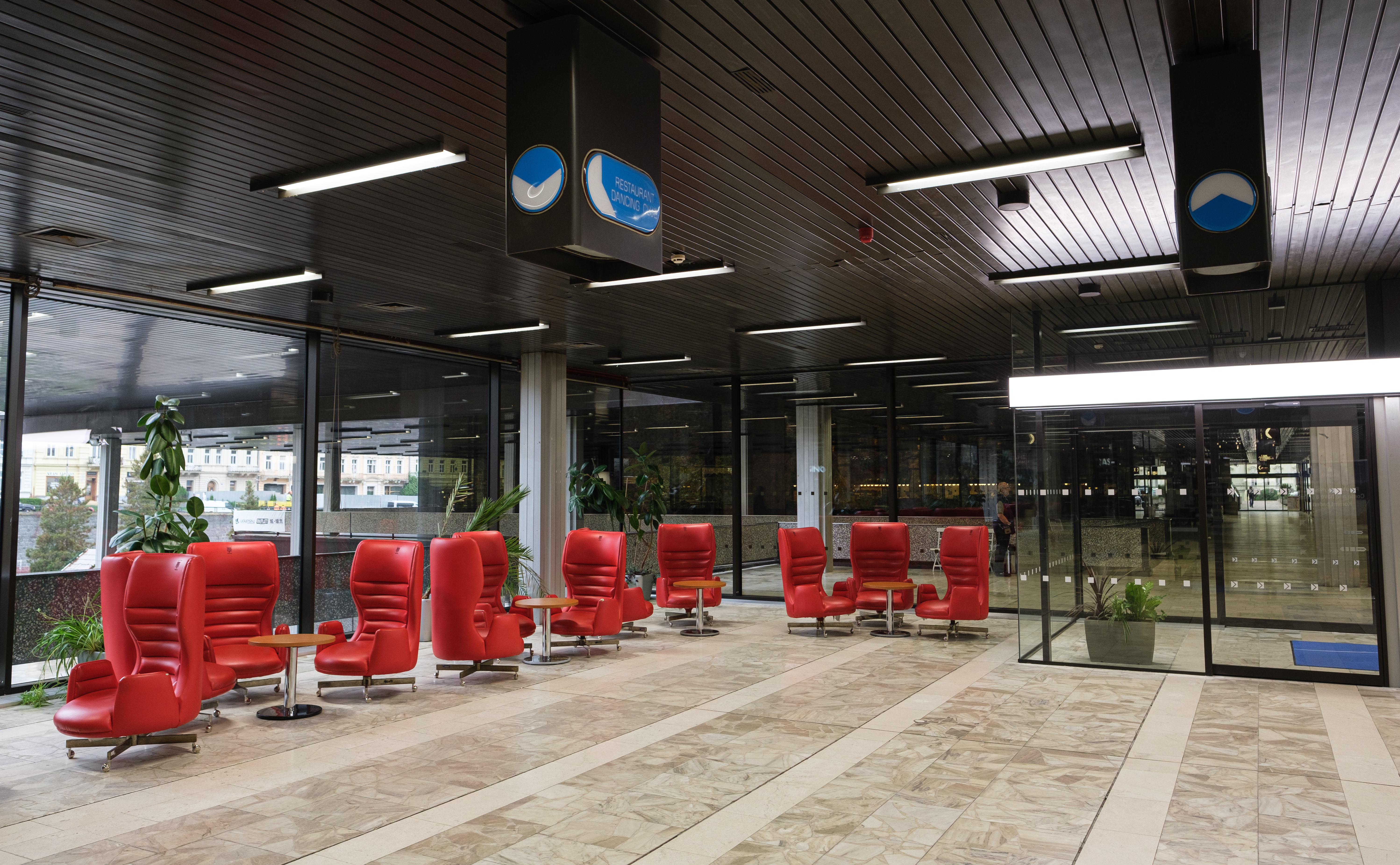
Die Lobby des Hotel Thermal, mit roten Sesseln und blauem Wegeleitsystem (2023)

Das Hotel Thermal ist ein Kurhotel und Kongresszentrum im Zentrum von Karlsbad im Westen Tschechiens. Es wurde zwischen 1967 und 1976 nach Entwürfen der Architekten Věra und Vladimir Machonin erbaut. Es ist Hauptveranstaltungsort des Internationalen Filmfestival Karlovy Vary.

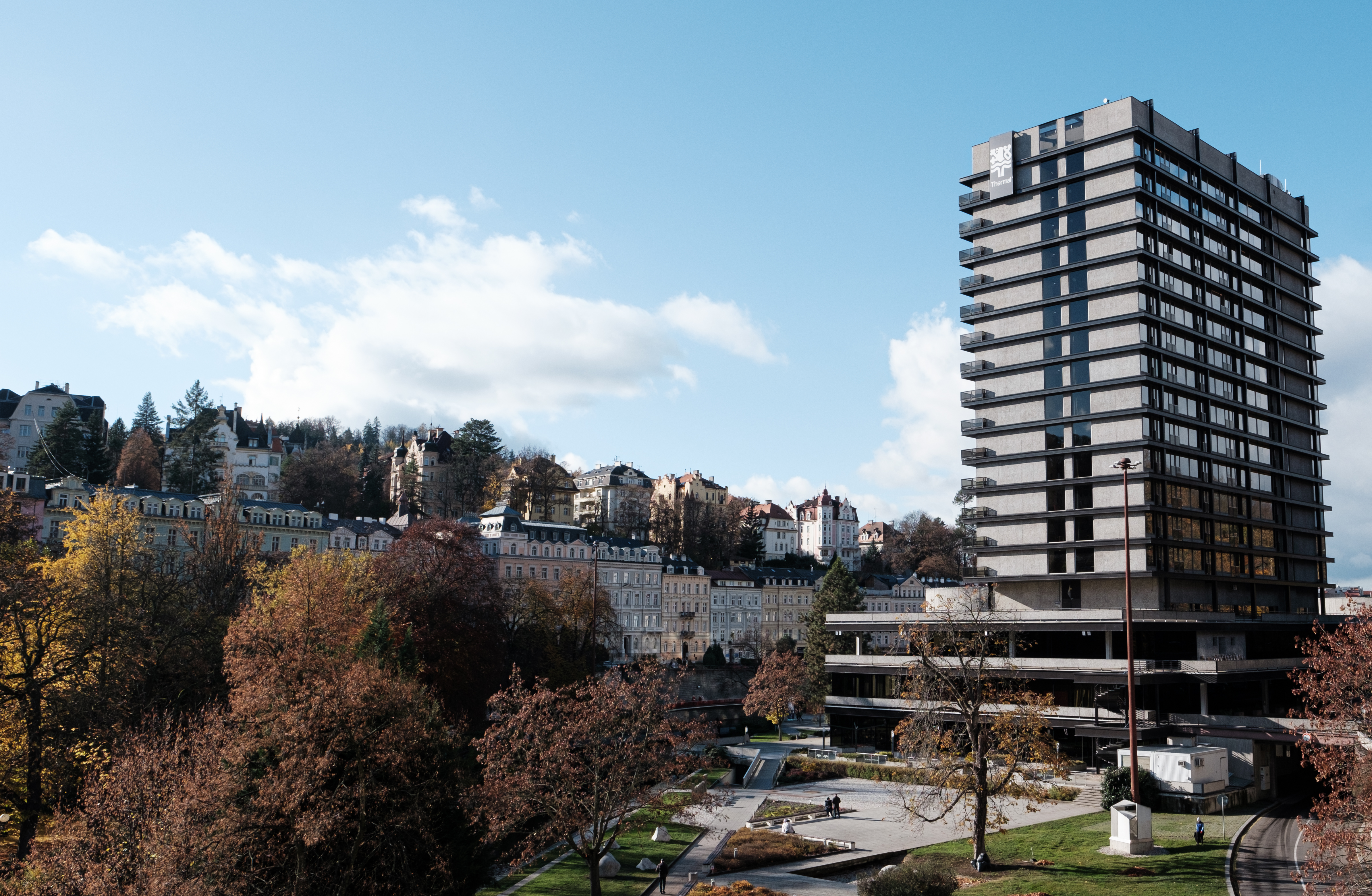
Das Hotel Thermal steht in starkem Kontrast zu den umgebenden Gebäuden

## Architektur
Durch seine Größe und seinen brutalistischen Stil stellt es eine markanten Stilbruch zu den anderen Gebäuden im Zentrum von Karlsbad dar, bei denen der Jugendstil dominiert. Für den Bau des Hotels wurden 26 historische Häuser in der Straße Chebská abgerissen, so dass der Charakter des Stadtzentrums von Karlsbad maßgeblich verändert wurde.
Die beiden Funktionen des Gebäudes, Beherbergung und Kongresszentrum, sind durch unterschiedliche Formen klar voneinander abgegrenzt: Der horizontal orientierte, runde Kongressbereich steht in starkem Gegensatz zu dem vertikal orientiertem, rechteckigem Hotelteil. Der Kongressbereich ist mit Rampen und Treppen von allen Seiten zu erreichen und mit den umgebenden Straßen verbunden. Von außen dominieren, typisch brutalistisch, Beton und Stahl. Das Architektenpaar Machonin wollte das Hotel als ganzheitliches Ambiente schaffen. So haben sie unter anderem Stühle, Sessel bis hin zu Gläsern und Tischdecken für das Hotel entworfen, die das raue brutalistische Design beleben. Leuchter und Lampen wurden ebenfalls neu für das Hotel entworfen, hier waren Stanislav Libensky und Věra Machoninová verantwortlich. Logo, Schriftart und Wegeleitsystem entwarf der Grafiker Jiří Rathouský. Außerhalb des Gebäudes bilden die Grünflächen und gepflasterten Plätze rechteckige Elemente.
Das Hotel Thermal wurde von Anfang an für das Internationale Filmfestival Karlovy Vary konzipiert. 1947 fand das Filmfestival erstmals in Karlovy Vary statt. Infolge des Erfolgs der Filme der tschechoslowakischen Neuen Welle sollte das Festival international mit anderen Festivals wettbewerbsfähig sein. In diesem Zusammenhang sollte das Hotel Thermal als neuer Austragungsort moderne, innovative tschechoslowakische Architektur repräsentieren.
Die Hauptpreise des Festivals, unter anderem der Kristallglobus, werden bis heute im dafür geschaffenen Großen Saal vergeben.

## Größe und Kapazität
Das Hotelgebäude hat 16 Stockwerke und ist 65 Meter hoch. Das Hotel verfügt über 273 Zimmer. Der Große Saal beherbergt 1148 Plätze, zwei weitere Kongresssäle bieten 250 bzw. 300 Personen Platz. Auf dem Felsen oberhalb des Hotels befindet sich ein offenes Schwimmbad, dessen Becken ursprünglich 50 Meter lang war. Es bietet einen grandiosen Blick auf Karlovy Vary. Nach der Renovierung wurde es in zwei Becken geteilt, von denen eines Quellwasser aus der Heilquelle von Karlsbad enthält.

## Kontroverse um die Renovierung
Das Hotel Thermal befindet sich in Staatsbesitz und wird vom tschechischen Finanzministerium verwaltet. 2013 konnte das Außenschwimmbad wegen zu hoher Kosten erstmals im Winter nicht betrieben werden. Der Swimmingpool wurde schließlich 2015 wegen des schlechten Zustandes und hoher Kosten komplett geschlossen. Ein Antrag, den gesamten Hotelkomplex unter Denkmalschutz zu stellen, wurde 2017 abgelehnt. Im November 2019 wurde dann das gesamte Hotel geschlossen und mit der Renovierung begonnen. Die Renovierung war stark umstritten. Fachleute und die Nachkommen des Architektenpaares Machonin kritisierten das Vorhaben, da Teile des ursprünglichen Designs ohne Rücksprache mit den Urhebern verändert werden sollten. Marie und Jan Kordovští, Enkelkinder der Architekten, gründeten die Initiative „Respekt Madam“, die sich für eine Wahrung des architektonischen Erbes des Gebäudes einsetzt.
Die Wiederöffnung des berühmten Schwimmbads im September 2021 wurde als politisch motivierte Aktion vor den tschechischen Parlamentswahlen kritisiert, da die Arbeiten offensichtlich noch nicht abgeschlossen und das Bad in einem halbfertigen Zustand war.